# Maedhros
Maedhros l'Alt és un personatge fictici de l'univers de J.R.R. Tolkien, la Terra Mitjana. És un dels prínceps dels nyoldor, i el fill més gran de Fëanor i Nerdanel. Apareix a El Silmaríl·lion.
El seu no, de pare era "Nelyafinwë", que en quenya significa "Finwë tercer" (Finwë era el nom del pare de Fëanor, i amb versions d'aquest nom es van batejar la pràctica totalitat dels mascles de la família). El seu nom de mare era "Maitimo", significant "El ben plantat", ja que era especialment bell. També se li va donar el nom de "Russandol", "El cap de coure", referint-se al cabell roig que havia heretat del seu avi matern Mahtan.
Després de l'exili de Fëanor de Vàlinor va anar amb el seu pare a Formenos. Quan Morgoth va matar Finwë i va robar els Silmarils, Maedhros va ser el primer fill a fer el terrible Jurament de Fëanor per recuperar les joies.
Aquest jurament el va portar a ell i als seus germans a la Terra Mitjana, on van establir reialmes a l'exili, van combatre els exèrcits de Morgoth, es van enfrontar als seus germans elfs, i van portar la desgràcia a la seva gent.
Poc després de la Dagor-nuin-Giliath, en què Fëanor va morir, Maedhros va ser capturat per Morgth i penjat del canell de la seva mà dreta d'un precipici del Thangorodrim. En un rescat arriscat, el seu cosí Fingon, ajudat per Thorondor el Rei de les Àguiles, el va salvar del turment però va haver tallar la mà de Maedhros per alliberar-lo. En agraïment, i penedint-se de què Fëanor hagués abandonat la casa de Fingon, Maedhos va renunciar als seus drets com a hereu de Finwë i va deixar que el seu oncle Fingolfin, el pare de Fingon, es proclamés Alt Rei dels Nyoldor. Això no va agradar als seus germans.
Veient que els seus germans acabarien barallant-se amb la resta dels nyoldor, Maedhros va marxar de Hithlum amb els seus i va establir-se a les terres del turó de Himring, que van passar a conèixe's com la Marca de Maedhros. Aliat amb Fingolfin, van guanyar la batalla de la Dagor Aglareb, i gràcies a les seva heroica actuació durant la Dagor Bragollach, Himring va resistir mentre d'altres reialmes èlfics queien.
Després de sentir les proeses de Beren i Lúthien, va animar-se i va reunir els seus germans i d'altres cases elfes per crear la Unió de Maedhros, una aliança per posar setge a la fortalesa de Morgoth a Àngband. La Unió i el setge van trencar-se després de la derrota a la Nirnaeth Arnoediad. Himring va ser ocupat pels orcs, i Maedhros i els seus germans van fugir al sud, prenent refugi al turó d'Amon Ereb.
Set anys més tard, Maedhros i els seus germans van saber que Elwing de Doriath, la neta de Lúthien i Beren, havia heretat el Silmaril que ells havien pres a Morgoth. Encara lligats al Jurament, Maedhros va deixar que Cèlegorm el convencés d'atacar Doriath. Celegorm, Caranthir i Curufin van morir durant l'atac a mans del fill de Beren, Dior Eluchil. Els fills de Deor, Eluréd i Elurín, van ser capturats per servents de Celegorm i abandonats al bosc. Al saber-ho, Maedhros es va retirar de la batalla per recuperar els innocents, sense èxit. Després van arribar notícies de què Elwin havia fugit amb el Silmaril, i ell i els seus germans que quedaven amb vida van baixar amb el seu exèrcit a les Boques del Sírion per combatre els que fugien de Doriath. Els prínceps ñoldorin van matar molts elfs i van capturar els fills d'Elwing Elrond i Elros, però ella i el seu marit Eärendil havien fugit cap a l'Oest amb la joia.
Després de la Guerra de la Ira, ell i Maglor eren els únics supervivents dels set germans. Entre tots dos van robar els dos Silmarils restants, tot i que el seu germà l'havia intentat convèncer de no fer-ho. Però a causa del mal que havien causat, les joies van cremar a les mans de Maglor i Maedhros. Incapaç de suportar el dolor, Maedhros va llançar-se ell i Silmaril per un barranc, on es van perdre.

## Genealogia de la Casa de Finwë
```
(1) (2)

Míriel
 ========= 
Finwë
 ========= 
Indis

| |
| ------------------------------------------

Fëanor
 = 
Nerdanel
 | | | |
| 
Findis
 
Fingolfin
 = 
Anairë
 
Irimë
 
Finarfin
 = 
Eärwen

Maedhros
 | | 

Maglor
 
Fingon
 
Finrod

Celegorm
 
Turgon
 
Angrod
**

Caranthir
 
Aredhel
 
Aegnor

Curufin
* 
Arakáno
 
Galadriel

Amrod

Amras
```

```
(* Pare de 
Celebrimbor
)
(** Pare d'
Orodreth
, que al seu torn va ser pare de 
Gil-galad
)
```